# Hermelin-púposszövő
A hermelin-púposszövő (Cerura erminea) a púposszövőfélék családjába tartozó, Eurázsiában honos éjjeli lepkefaj. 

## Megjelenése
A hermelin-púposszövő szárnyfesztávolsága 5,4-7,2 cm. Feje és tora fehér vagy sárgásfehér, a toron fekete pontokkal. A potroha oldalai, utolsó szelvényei és farpamacsa fehér és felül középen is fehér sáv húzódik végig. Ennek két oldalán négy potrohszelvényen kétoldalt széles fekete sávok láthatók, kettőn pedig keskenyebbek. A három utolsó potrohszelvényen fehér alapon négy hosszanti, vékony fekete vonal húzódik. A szárnyak krétafehérek, ritkán szürkések vagy sárgásak. A nőstények hátulsó szárnya is fehér. A szárnyak rajzolatát fekete pontok és sötétszürke hullámvonalak alkotják (utóbbiak kevésbé merészen ívelnek, mintázatuk finomabb, mint a nagy púposszövő esetében) és az erek is sötétek. A szárnyak szegélyén fekete pontok ülnek. A szárnyak fonákja fehér, átüt rajta a szürke rajzolat. A szárnyak rojtja fehér színű, rövid.
Alapszíne kissé változékony.
Petéi korong alakúak, szélükön vörösbarnák, középen sárgásvörösek.  
Hernyója eleinte vörösesfekete, kifejletten zöld. A harmadik torszelvényén feltűnően, hegyesen kipúposodik. Hátoldalát fehérrel szegélyezett barna sáv díszíti, amely az utótornál elkeskenyedik, de 7-8. szelvénynél újra kiszélesedik és a test végégig fut. A testközepi fehér keresztvonal a lábakig lenyúlik. Hosszú farokvillája kékesszürke, vége vörös. Veszély esetén hangyasavat spriccel támadójára. Bábja vörösbarna. 

### Hasonló fajok
A nagy púposszövő hasonlít hozzá.

## Elterjedése
Európában (a Brit-szigetek, Skandinávia, valamint Portugália kivételével) és Ázsia mérsékelt övi zónájában honos egészen Japánig és Kamcsatkáig. Magyarországon mindenütt előfordulhat, de ritkább a nagy púposszövőnél. 

## Életmódja
Ártéri erdők, ligeterdők, homoki nyárasok, telepített nyárasok, nyíresek lakója.  
Általában évente egy nemzedéke nő fel, imágóit május-júliusban lehet látni. Melegebb években vagy délen egy április-májusi korai nemzedék után egy részleges második generációja is kifejlődhet július-augusztusban. Hernyója elsősorban nyár, esetleg fűz és nyír leveleivel táplálkozik. Kifejlődve kemény gubóban a fa tövében áttelel.   

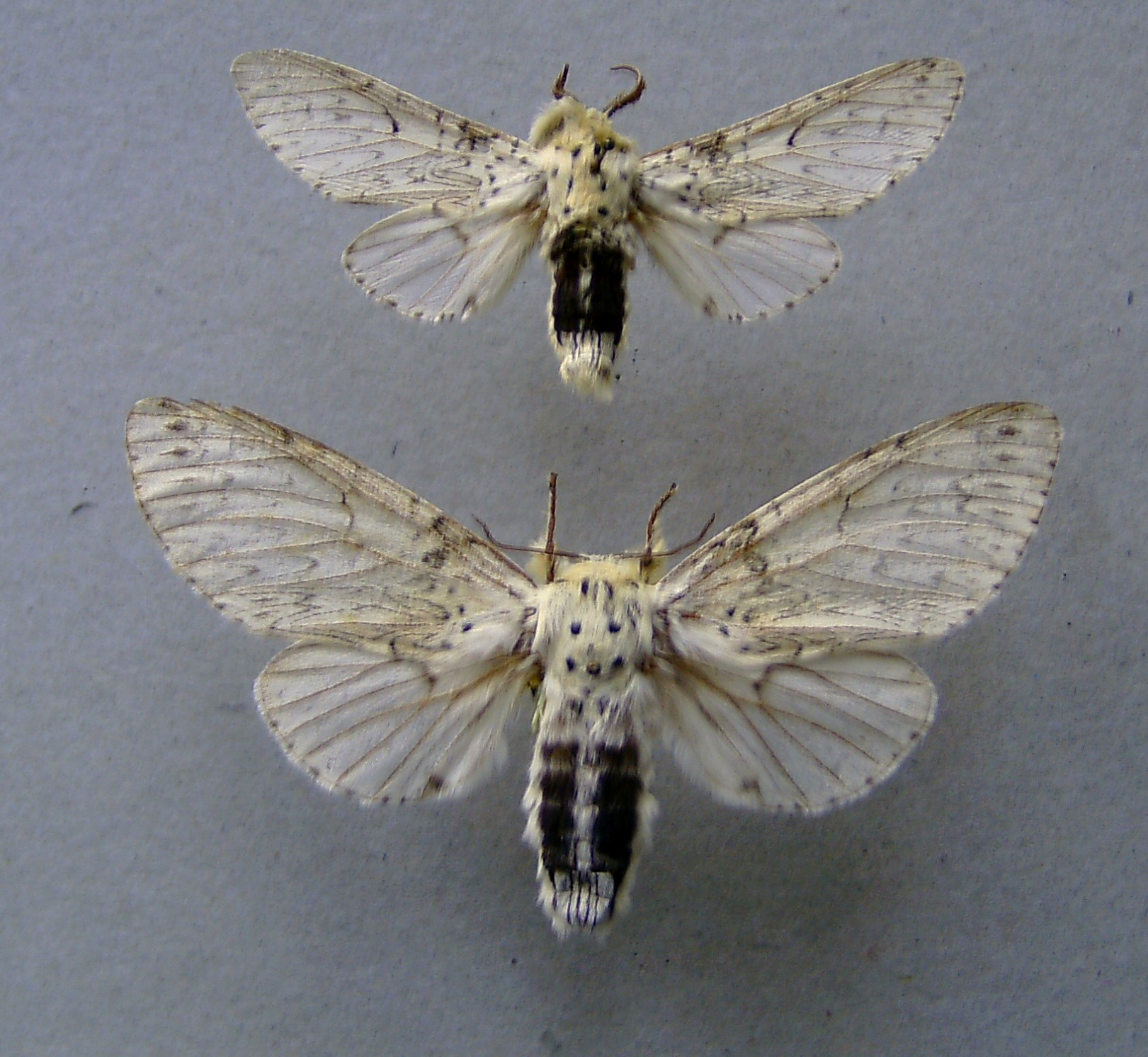
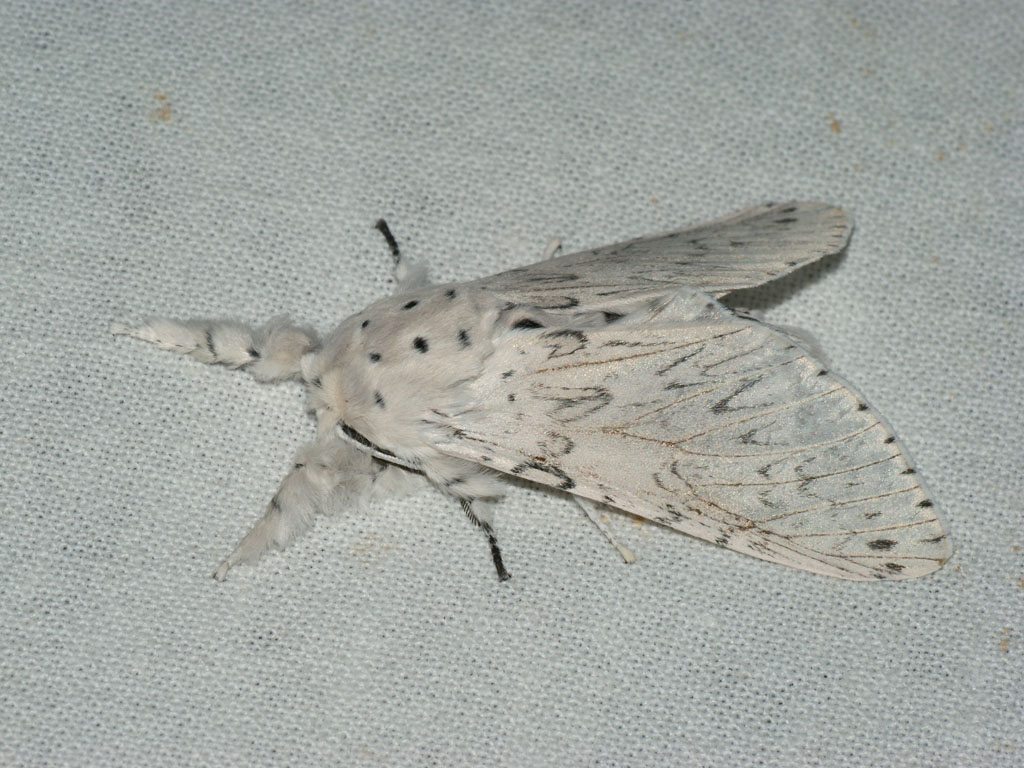
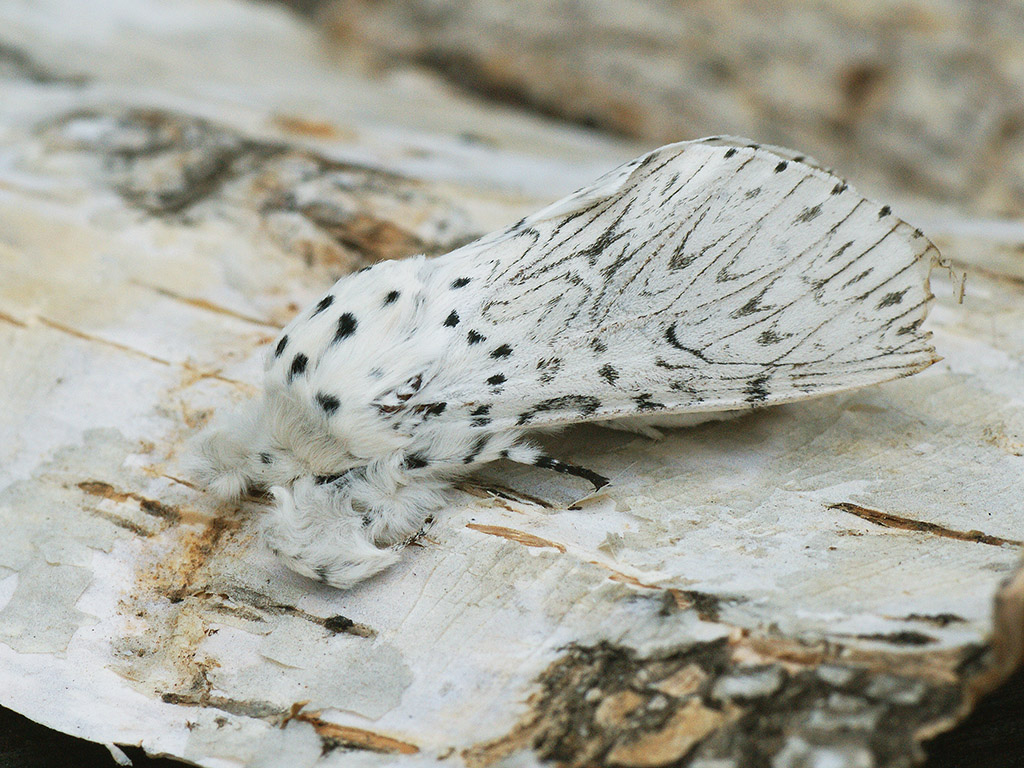
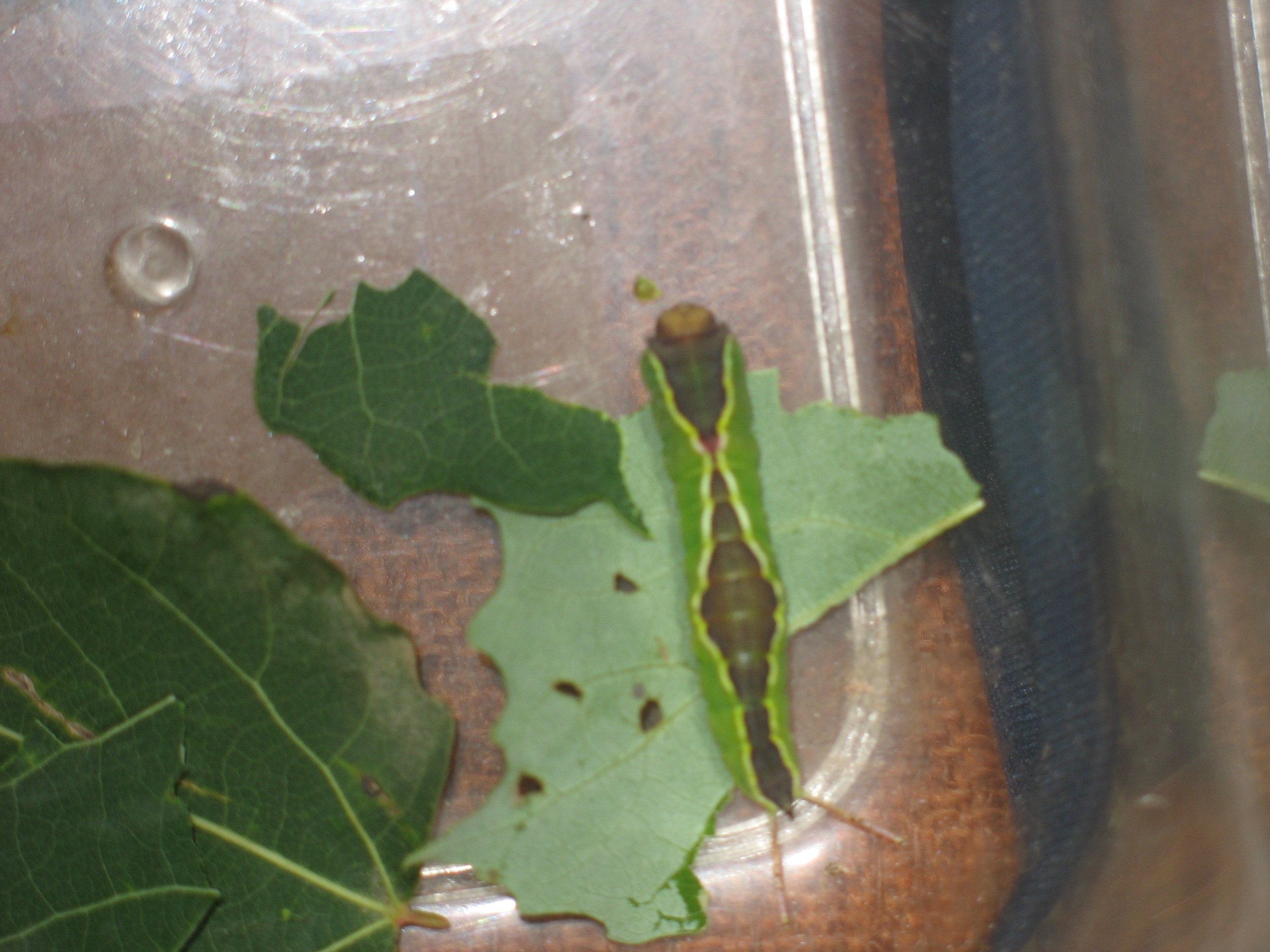
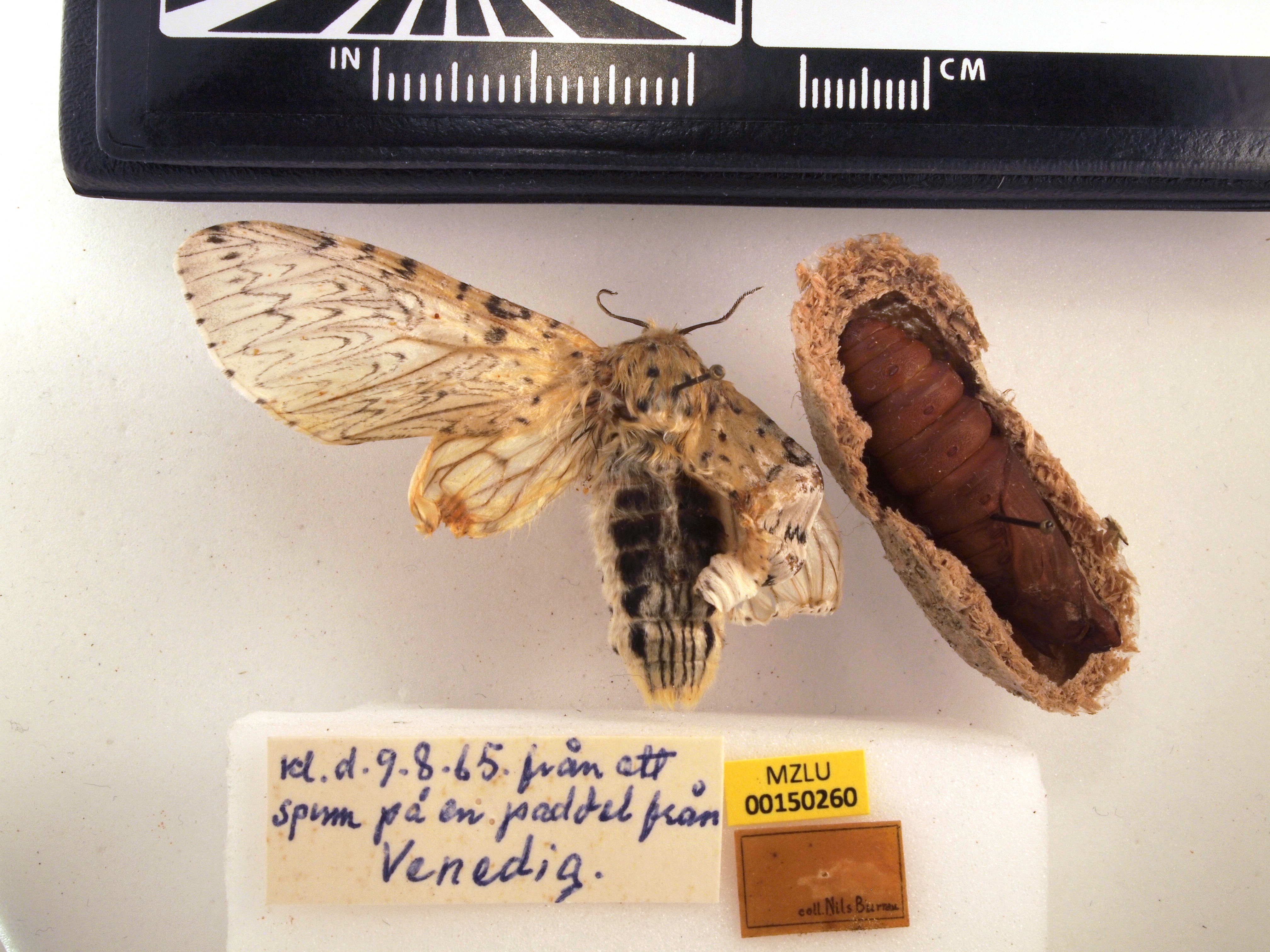

Magyarországon nem védett.